# Zbič
Zbič (Zbišće) su naseljeno mjesto u općini Foči-Ustikolini, Federacija BiH, BiH. Zapadno je Mazlinska rijeka, a istočno rijeka Kolina. Jugozapadno je Mazlina, a Bešlići i Račići sjeveroistočno.
Popisano su kao samostalno naselje Zbič na popisu 1961., a na kasnijim popisima ne pojavljuju se, jer su 1962. pripojeni Bešlićima (Sl.list NRBiH, br.47/62).

## Stanovništvo
| Narod     | Popis 1961. |
| --------- | ----------- |
| Hrvati    |             |
| Muslimani | 93          |
| Srbi      | 1           |
| ostali    |             |
| Ukupno    | 94          |